# پاسکوالینو بورسلینو
پاسکوالینو بورسلینو (انگلیسی: Pasqualino Borsellino؛ زادهٔ ۲۹ ژانویهٔ ۱۹۵۶) بازیکن فوتبال اهل ایتالیا است.
از باشگاه‌هایی که در آن بازی کرده‌است می‌توان به باشگاه فوتبال پالرمو، باشگاه فوتبال بولونیا، و باشگاه فوتبال ترنانا اشاره کرد.